# Symplocos brandisii
Symplocos brandisii är en tvåhjärtbladig växtart som beskrevs av Sijfert Hendrik Koorders och Valet. Symplocos brandisii ingår i släktet Symplocos och familjen Symplocaceae. Utöver nominatformen finns också underarten S. b. pseudoclethra.